# استیو فولتون
استیو فولتون (انگلیسی: Steve Fulton؛ زادهٔ ۱۰ اوت ۱۹۷۰) بازیکن فوتبال اهل بریتانیا است.
از باشگاه‌هایی که در آن بازی کرده‌است می‌توان به باشگاه فوتبال کیلمارنوک، باشگاه فوتبال سلتیک، باشگاه فوتبال پیتربورو یونایتد، باشگاه فوتبال پاتریک تیسل، باشگاه فوتبال هارت آف میدلوتیان، باشگاه فوتبال فالکیرک، و باشگاه فوتبال بولتون واندررز اشاره کرد.
وی همچنین در تیم‌های ملی فوتبال زیر ۲۱ سال اسکاتلند و Scotland national B football team بازی کرده‌است.